# دونا بيرد
دونا داي بيرد (بالإنجليزية: Donna Baird)‏ هي عالمة الأوبئة الأمريكية وعلم الأحياء التطوري. وهي باحثة أولى في المعهد الوطني لعلوم الصحة البيئية.

## الوظيفة و التعليم المبكر
أكملت بيرد بكالوريوس الآداب في علم الأحياء، فاي بيتا كابا، في كلية ماكاليستر عام 1968. من عام 1968 إلى عام 1969، كانت فني مختبر في قسم علم التشريح في جامعة مينيسوتا (UMN). كانت بيرد محللة أبحاث في مؤسسة إعادة التأهيل الأمريكية من عام 1969 إلى عام 1972. كانت مساعدة بحث وتدريس في قسم البيئة في UMN من 1972 إلى 1976.
تدربت بيرد كطبيبة بيولوجي تطوري/ سكاني في قسم البيئة في UMN. من عام 1978 إلى عام 1979، كانت بيرد مدربًا في أقسام علم البيئة والأنثروبولوجيا في UMN. حصلت على دكتوراه. في علم البيئة التطوري من UMN في عام 1980. كانت أطروحتها بعنوان التفريق في ميكروتوس بنسلفانيكوس. في عام 1980 ، كانت بيرد زميلة بعد الدكتوراه في جامعة شمال إلينوي مركز البحوث السياسية الحيوية. من عام 1981 إلى عام 1982 ، كانت بيرد زميلة في فريق العمل لدراسة مناهج العلوم البيولوجية في بولدر بولاية كولورادو.في عام 1983 ، كانت مساعدة تدريس خريجة في قسم علم الأوبئة في جامعة نورث كارولينا في تشابل هيل.
أتاح عمل بيرد لما بعد الدكتوراه في جامعة نورث كارولينا الفرصة للتدريب على علم الأوبئة التناسلية. حصلت على M.P.H. في علم الأوبئة من جامعة نورث كارولينا عام 1984. كانت أطروحتها بعنوان تغيير الكوليسترول أثناء انقطاع الطمث.

## الحياة المهنية
انضمت بيرد إلى المعهد الوطني لعلوم الصحة البيئية (NIEHS) في عام 1984 كزميل أول في هيئة التدريس. في عام 1990، أصبحت عالمة وبائية وكبيرة الباحثين ومحقق رئيسي في NIEHS، بدأت بيرد بدراسة الخصوبة وتطوير طرق وبائية لدراستها، لديها اهتمام طويل الأمد بالهرمونات والخصوبة وكذلك أحداث الحمل المبكر (الزرع، وإنقاذ الجسم الأصفر، والتحول المشيمي الأصفري لدعم الحمل، وكذلك مضاعفات الحمل ونتائج الحمل). في الآونة الأخيرة، طورت بيرد برنامجًا بحثيًا في علم الأوبئة الليفي الرحمي.

## الأبحاث
ركزت أبحاث بيرد على الصحة الإنجابية للمرأة، وخاصة الظروف غير المدروسة.

## الجوائز و التكريمات
في عام 2010 ، تم انتخاب بيرد لجمعية علم الأوبئة الأمريكية.